# Synagoga Zeliga Rajbenbacha w Łodzi (ul. Wschodnia 25)
Synagoga Zeliga Rajbenbacha w Łodzi – prywatny dom modlitwy znajdujący się w Łodzi przy ulicy Wschodniej 25.
Synagoga została zbudowana w 1891 roku z inicjatywy Zeliga Rajbenbacha. Podczas II wojny światowej hitlerowcy zdewastowali synagogę. 
Dom modlitwy znajdował się w głębi podwórka po prawej stronie. Dziś w tym miejscu stoją komórki lokatorskie. Na ścianie zachowały się fragmenty polichromii – w latach 50. XX wieku pokryto je tynkiem. Rajbenbachowie mieszkali na terenie posesji. Na użytek rodziny posiadali zabudowany balkon z otwieranym, lekkim dachem z wikliny. Balkon ten pełnił w czasie Święta Namiotów rolę obrzędowego namiotu.